# Croton sphaerogynus
Espèce
Croton sphaerogynus est une espèce de plantes à fleurs du genre Croton et de la famille des Euphorbiaceae, présente au Brésil (Rio de Janeiro).
Il a pour synonyme :
- Cleodora sellowiana, Klotzsch
- Croton pachycalyx, Müll.Arg., 1865